# Виржиния Кирякова
Виржиния Стойнева Кирякова е български учен математик, професор, доктор на математическите науки в Института по математика и информатика към Българската академия на науките в София.

## Кратка биография
Родена е на 26 март 1952 г. в град София. Завършва Първа политехническа гимназия (днес СОУ Христо Ботев) в град Русе през 1971 г. и като ученичка участва в окръжни олимпиади, национални подборни кръгове. международни математически олимпиади и радио-конкурси. Завършва математика във Факултета по математика и информатика на Софийския университет през 1975 г. Специализира в Белоруски държавен университет, Минск, Беларус, в университет Стретклайд в Глазгоу, Великобритания, университет Фукуока във Фукуока, Япония. Става кандидат на математическите науки през 1987 г., доктор на математическите науки – 2010 г. и професор – 2012 г. в Института по математика и информатика при БАН. Има множество публикации в наши и чуждестранни научни списания.
Автор е на монографията: V. Kiryakova, “Generalized Fractional Calculus and Applications”, Longman – J. Wiley, Harlow – N. York, 1994.
Тя също така е заместник председател на постоянната комисия по математика и информатика към фонд Научни изследвания на МОН (2013 – 2016).
По повод Деня на народните будители на 1 ноември 2020 г. Управителният съвет на Българската академия на науките я награждава с грамота за значим индивидуален принос за оформяне на H-индекса на БАН. Изнася лекции във ФМИ на Софийския университет и ФПМИ на Технически Университет, София. Виржиния Стойнева Кирякова развива и широка обществена дейност. Член е на Столичния Общински Съвет – СОС (1991 – 1995 г.) и Секретар на общинската комисия по образование и наука–СОС (1991 – 1995 г.).

## Научни интереси
Математически анализ, бюджетен проект към секция Анализ, Геометрия и Топология.